# Benemérito de las Américas (kommun)
Benemérito de las Américas är en kommun i Mexiko.   Den ligger i delstaten Chiapas, i den sydöstra delen av landet, 1 000 km öster om huvudstaden Mexico City. Antalet invånare är 15 213. Arean är 979 kvadratkilometer.
Terrängen i Benemérito de las Américas är huvudsakligen platt, men västerut är den kuperad.
Följande samhällen finns i Benemérito de las Américas:
- Benemérito de las Américas
- Flor de Cacao
- Nuevo Orizaba
- Nuevo Veracruz
- Benito Juárez
- Nuevo Chihuahua
- Arroyo Delicias
- La Nueva Unión
- Quetzalcóatl 2da. Sección
- Francisco Julián Grajales
- Loma Linda
- El Mollejón Segunda Sección
- Roberto Barrios Río
- Nueva Magdalena